# Bratovanci
Bratovanci is een plaats in de gemeente Ozalj in de Kroatische provincie Karlovac. De plaats telt 67 inwoners (2001).